# MOS 4510
MOS 4510是MOS科技公司（MOS Technology）所研製的處理器，在當時的年代則習慣稱為微電腦晶片（Microcomputer Chip），這顆處理器當年用於Commodore 65的8位元家用／個人電腦內，不過此一電腦後來並沒有發表上市。
MOS 4510之後與2顆MOS 6526的複雜介面配接器（Complex Interface Adapter，CIA，本質上即是I/O配接器）晶片進行整合，成為了MOS 65CE02處理器。
本條目部分或全部内容出自以GFDL授權發佈的《自由線上電腦詞典》（FOLDOC）。